# Lebrunia
Lebrunia es un género monotípico de plantas fanerógamas perteneciente a la familia Calophyllaceae. Su única especie: Lebrunia bushaie Staner, es originaria de África ecuatorial en la República Democrática del Congo.

## Descripción
Es un árbol pequeño que alcanza los 30 metros de altura. Se encuentra en los bosques lluviosos de transición con Pentadesma lebrunii (Kivu ), a una altitud de 700-2000 metros.

## Taxonomía
Lebrunia bushaie fue descrita por Pierre Staner y publicado en Bulletin du Jardin Botanique de l'État à Bruxelles 13: 105. 1934.